# أغاني باللغة الإسبانية (ألبوم)
أغاني باللغة الإسبانية هو ألبوم تجميعي باللغة الإسبانية لفرقة البوب السويدية روكسيت، صدر في 2 ديسمبر 1996 بواسطة إيمي. وقد جرى إصداره فقط في الأقاليم الناطقة بالإسبانية والبرتغالية، بمجرد طرحه حقق الألبوم نجاحًا تجاريًا وبلغ ذروة المراكز العشر الأولى في ترتيب تسجيلات في العديد من التصنييفات القياسية الوطنية. كما حصل على الأسطوانتين البلاتينية و الذهبة في العديد من المناطق وهي الأرجنتين والبرازيل والمكسيك وإسبانيا. 
اعتبارا من عام 2001، باع الألبوم بما يزيد عن 1.2 مليون نسخة في جميع أنحاء العالم. تعد "Un día sin ti" و "No sé si es amor" أغاني تجارية، فيما حصلت معظم أغاني الألبوم على كميات كبيرة من البث على الراديو الأمريكي اللاتيني والإسباني.